# 伊波利托·梅希亚
拉斐尔·伊波利托·梅希亚·多明戈斯（西班牙語：Rafael Hipólito Mejía Domínguez，1941年2月22日—）是多米尼加共和国革命党政治家，2000年至2004年担任多米尼加共和国总统。
他在任期间政府受到经济危机影响，国内三个主要银行破产，导致通货膨胀高涨、国家风险评级提高、货币贬值和当地的贫困人员增加。
2004年的总统选举中，他在第二轮投票中败于解放党的莱昂内尔·费尔南德斯。

## 生平
梅希亚出生于圣地亚哥省的古拉博（Gurabo），是Hipólito de Jesús Mejía Díaz和María Josefa Domínguez夫妇的长子。就读于圣克里斯托瓦尔的洛约拉理工学院（Loyola Polytechnic Institute），1962年毕业。两年后，留学美国的北卡罗来纳州立大学。
24岁时，梅希亚被任命为国立托巴科学院的主任和助理。1978年担任农业部长。1982年当选圣地亚哥省参议员，1990年作为革命党的副总统候选人参加选举。